# Hemerodromia vates
Hemerodromia vates är en tvåvingeart som beskrevs av Axel Leonard Melander 1947. Hemerodromia vates ingår i släktet Hemerodromia och familjen dansflugor.
Artens utbredningsområde är Connecticut. Inga underarter finns listade i Catalogue of Life.